# Космачово
Космачово (рос. Космачёво) — село в Людиновському районі Калузької області Російської Федерації.
Населення становить 165 осіб. Входить до складу муніципального утворення Присілок Ігнатовка.

## Історія
Від 2004 року входить до складу муніципального утворення Присілок Ігнатовка.

## Населення
| 2002 | 2010 |
| ---- | ---- |
| 217  | ↘165 |